# Saint-Parthem

Saint-Parthem este o comună în departamentul Aveyron din sudul Franței. În 1 ianuarie 2022 avea o populație de 406 de locuitori.